# Isthminia panamensis
L’istminia (Isthminia panamensis) è un cetaceo estinto, appartenente agli odontoceti. Visse nel Miocene superiore (Messiniano, circa 6 milioni di anni fa) e i suoi resti fossili sono stati ritrovati a Panama.

## Descrizione
Questo animale, noto per uno scheletro incompleto, doveva essere molto simile all’attuale inia del Sudamerica. La lunghezza dell’animale intero è stata stimata in 2,85 metri; come l’attuale inia, Isthminia era dotato di un lungo muso formato da una sinfisi mandibolare lunghissima e fusa. Altre caratteristiche di Isthminia erano tipiche degli inioidi, come l’osso lacrimale che circondava il margine anteriore del processo sopraorbitale del frontale, e la mascella che formava il margine dorsolaterale del forame infraorbitale ventrale. Il rostro si restringeva anteriormente alla tacca antorbitale, come in Pontoporia.

## Classificazione
Isthminia panamensis venne descritto per la prima volta nel 2016, sulla base di fossili ritrovati nella formazione Chagres lungo la costa caraibica di Panama. I fossili, risalenti al Messiniano, comprendono un cranio parziale, entrambe le mandibole, denti isolati, la scapola destra ed elementi del carpo. Analisi filogenetiche indicano che Isthminia (il cui nome significa “inia dell’istmo”, con riferimento all'istmo di Panama) è il sister taxon dell’attuale Inia geoffrensis, un delfino di fiume che attualmente è diffuso nel Rio delle Amazzoni. Tra gli inioidi fossili sono da ricordare anche i miocenici Ischyrorhynchus dell’Argentina e Meherrinia del Nordamerica, entrambi tuttavia in una posizione più basale rispetto a Isthminia.

## Paleobiogeografia
Al contrario dell’inia attuale, Isthminia doveva essere un abitante del mare, come gran parte dei delfini odierni. L’ipotesi filogenetica dell’evoluzione degli inioidi complica i possibili scenari per l’invasione delle acque dolci da parte di questo gruppo di delfini. È possibile che un antenato marino di Inia abbia invaso il Rio delle Amazzoni durante il tardo Miocene, in un’epoca in cui il livello del mare rimase molto alto per un lungo periodo.